# Zenimax Media
ZeniMax Media Inc. är en amerikansk datorspelsutvecklare och distributör baserad i Rockville, Maryland.
ZeniMax är mest känt som ägaren av Bethesda Softworks, utvecklaren av The Elder Scrolls och andra rollspel. De äger också andra utvecklingsstudior såsom id Software och distribuerar också spel utvecklade av andra företag. I september 2020 offentliggjordes det att Microsoft hade för avsikt att köpa Zenimax Media för 7,5 miljarder USD (cirka 67 miljarder kronor). Köpet genomfördes 2021.

## Historik
ZeniMax grundades 1999 av grundaren av Bethesda Softworks, Chris Weaver, och Robert A. Altman. Weavers vision var att använda Bethesda som en bas för att skapa ett medieföretag som skulle sträcka sig över flera olika medier såsom PC, konsoler, TV och mobiltelefoner. Weaver erbjöd Altman att hjälpa honom att driva företaget, men potentiella investerare var försiktiga med att låta Altman vara med på grund av hans del i BCCI-skandalen samt på grund av att de var försiktiga med nyinvesteringar inom området. Som en del av avtalet gav Weaver, ensam ägare av Bethesda, sina aktier i bolaget till ZeniMax så att det skulle fungera som holdingbolag och kunna få inkomster. Robert Altman tillsatte sig själv som VD och övertalade Weaver att ta rollen som CTO, något som resulterade i att Altman tvingade ut Weaver från företaget år 2002. Trots att Weaver sedan dess ägde en majoritet av aktierna så hade han inga dagliga uppgifter på ZeniMax. Altman fortsatte som VD.
Som en del av ZeniMax utvecklade och distribuerade Bethesda The Elder Scrolls III: Morrowind och The Elder Scrolls IV: Oblivion. Bethesda är också distributör för tre nya Star Trek-spel; Star Trek: Legacy (Microsoft Windows/Xbox 360), Star Trek: Tactical Assault (Nintendo DS/PlayStation Portable) och Star Trek: Encounters (PlayStation 2).
2004 köpte ZeniMax rättigheterna till Fallout-serien från Interplay Entertainment. 
Todd Howard på Bethesda offentliggjorde i januari 2007 att de redan 2004 hade påbörjat arbetet med Fallout 3 med en liten grupp utvecklare. De hade bara 10 personer på det innan Oblivion blev färdigt.
Den 24 juni 2009 blev det klart att ZeniMax hade köpt den sedan länge självständiga utvecklaren id Software.. Arkane Studios och MachineGames köptes under 2010.
Microsoft köpte bolaget 2021. Sedan 2023 är det en del av Microsoft Gaming tillsammans med Xbox Game Studios och Activision Blizzard.

## Utvecklingsstudior
Följande studior ägs av ZeniMax Media:
- Arkane Studios (köpt 2010)
- Bethesda Softworks
  - Bethesda Game Studios
- id Software (köpt 2009)[2]
- MachineGames (köpt 2010)
- ZeniMax Online Studios (MMOG-utveckling)